# 배트맨 대 슈퍼맨: 저스티스의 시작
《배트맨 대 슈퍼맨: 저스티스의 시작》(영어: Batman v Superman: Dawn of Justice)는 2016년 공개된 미국의 슈퍼히어로 영화이다. DC 코믹스의 캐릭터 배트맨과 슈퍼맨, 원더우먼의 캐릭터가 모두 등장하며, 2013년 개봉한 영화 《맨 오브 스틸》의 잭 스나이더가 감독, DC 확장 유니버스의 두 번째 편으로 워너 브라더스에서 배급을 맡았다. 데이비드 S. 고이어와 스토리를 쓰고, 《아르고》로 알려진 크리스 테리오가 각본을 썼으며, 이 영화에는 헨리 카빌, 벤 애플렉, 에이미 애덤스, 제시 아이젠버그, 다이앤 레인, 로런스 피시번, 제러미 아이언스, 홀리 헌터와 갈 가도트가 출연한다. 배트맨과 슈퍼맨이 대결하는 Batman v Superman: Dawn of Justice의 첫 번째 실사화로, 원더우먼, 아쿠아맨, 사이보그와 플래쉬는 실사 영화에 첫 등장한다.
이 영화는 2013년 《맨 오브 스틸》의 개봉에 앞서 샌디에이고 코믹콘 인터내셔널에서 제작이 발표 되었다. 2013년 10월, 이스트 로스앤젤레스 대학과 2014년 5월, 미시간주 디트로이트에서 촬영을 시작했다. 시카고에서 추가 촬영이 이뤄졌다. 2016년 3월 19일, 멕시코 시티의 국립 극장에서 시사회가 열렸다. 미국에서는 2016년 3월 25일 2D, 3D, 아이맥스 3D, 4DX로 개봉되었다. 이 작품은 개봉 첫 주 1억 6600만 달러로 3월 개봉 영화 역대 최고 흥행 성적을 거뒀지만, 2주차부터 엄청난 흥행 하락세를 보이면서 최종적으로 전 세계 흥행 수익 8억 달러를 돌파하였지만 손익분기점을 넘기는데 그쳤고, 엇갈리는 다소 찬반이 갈리는 평가를 받으며 평단으로부터 혹평을 받았다.

## 줄거리
어린 시절로 회상하는 브루스 웨인은 부모님의 장례식에서 도망친다. 그는 동굴로 떨어지고, 그곳에서 맴도는 박쥐 소용돌이가 그를 다시 지상으로 올려준다. 현재, 메트로폴리스에서 조드 장군과의 파국적인 전투가 있은 지 18개월 후, 슈퍼맨은 논란의 인물이 되었다. 브루스는 20년 동안 고담시에서 가면을 쓴 자경단원 배트맨으로 활동해 온 억만장자이다. 전투를 직접 목격한 그는 슈퍼맨을 인류에 대한 실존적 위협으로 간주한다.
슈퍼맨의 평상시 신분인 클라크 켄트는 데일리 플래닛 기사에서 배트맨의 정의 형태를 비난하려 한다. 브루스는 러시아 무기 밀매업자 아나톨리 크냐제프가 렉스콥의 거물 렉스 루터와 접촉하고 있다는 것을 알게 된다. 루터는 미국 상원 의원 준 핀치에게 조드의 테라포밍 시도 이후 발견된 크립토나이트를 미래의 크립톤 위협에 대한 억지력으로 사용할 수 있도록 수입을 허가하도록 설득하려 한다. 그녀는 거절하지만, 루터는 핀치의 부하와 다른 계획을 세우고, 그는 조드의 시체와 크립톤 정찰선에 접근할 수 있게 된다.
브루스는 렉스콥에서 회사 메인프레임에서 암호화된 데이터를 훔치기 위해 갈라에 참석하지만, 고대 유물상 다이애나 프린스가 먼저 훔친다. 그녀는 나중에 브루스에게 그것을 돌려준다. 드라이브를 해독하는 동안 브루스는 그가 사악한 슈퍼맨에 맞서 반란군을 이끄는 종말론적인 세상을 꿈꾼다. 그는 포털을 통해 나타난 신원 불명의 인물에게 깨어나는데, 그 인물은 로이스 레인이 "열쇠"이며 사라지기 전에 "다른 사람들을" 찾으라고 재촉한다. 해독된 드라이브는 전 세계 여러 메타휴먼에 대한 루터의 파일을 보여준다. 그 중 한 명은 제1차 세계 대전 사진에 나타나는 다이애나이다. 웨인은 크립토나이트를 무기화하여 슈퍼맨과 전쟁을 벌이는 것을 고려한다.
핀치가 주도하는 미국 의회 청문회가 미국 국회의사당에서 열려 슈퍼맨의 조드에 대한 행동을 심문한다. 루터가 밀반입한 폭탄이 터져 슈퍼맨을 제외한 모든 참석자가 사망한다. 슈퍼맨은 제때 감지하지 못한 것에 대해 자신을 탓하고 자진하여 망명한다. 이에 배트맨은 렉스콥에 침입하여 크립토나이트를 훔친다. 그는 강화 외골격, 크립토나이트 유탄 발사기, 그리고 크립토나이트 끝이 달린 창을 만든다. 한편, 루터는 크립톤 우주선에 들어가 방대한 기술 데이터베이스에 접근한다.
루터는 클라크의 양어머니인 마사 켄트와 로이스를 납치하여 슈퍼맨을 망명에서 유인하고, 로이스를 렉스콥 건물에서 밀어낸다. 슈퍼맨은 로이스를 구하고 루터를 대면하는데, 루터는 배트맨과 슈퍼맨 사이의 불신이 조작된 것이라고 밝힌다. 루터는 마사의 생명을 대가로 배트맨을 죽일 것을 요구한다. 슈퍼맨은 배트맨에게 이것을 설명하려 하지만, 배트맨은 대신 공격하여 크립토나이트 가스를 사용하여 그를 제압한다. 배트맨이 창으로 마지막 일격을 가하려 할 때, 슈퍼맨은 그에게 "마사를 구해달라"고 애원한다 – 배트맨의 어머니와 같은 이름이다. 배트맨이 혼란스러워 망설이는 동안 로이스가 도착하여 슈퍼맨이 의미하는 바를 설명한다. 정신을 차린 배트맨은 마사를 찾아 구출한다.
루터는 그의 백업 계획을 실행한다: 조드의 몸과 자신의 DNA를 사용하여 유전적으로 조작된 괴물을 풀어놓는 것이다. 다이애나는 배트맨과 슈퍼맨과 함께 그 생명체와의 싸움에 참여한다. 배트맨은 크립토나이트에 대한 취약성을 깨닫고 슈퍼맨은 크립토나이트 창으로 그 생명체를 치명적으로 꿰뚫는다. 이미 크립토나이트 노출로 약해진 슈퍼맨은 그 생명체가 죽기 전에 치명적인 상처를 입는다.
루터가 체포된 후, 배트맨은 감옥에서 그를 대면하며 항상 주시할 것이라고 경고한다. 루터는 슈퍼맨의 죽음이 세상을 강력한 외계 위협에 취약하게 만들었다고 의기양양하게 말한다. 메트로폴리스에서 슈퍼맨을 위한 기념식이 열리고, 브루스와 다이애나는 사망 선고를 받은 클라크의 장례식에 참석한다. 마사는 로이스에게 클라크의 약혼 반지가 담긴 봉투를 건넨다. 브루스는 다이애나에게 슈퍼맨을 실망시킨 것을 후회하며 슈퍼맨이 없는 동안 지구를 보호할 메타휴먼 팀을 결성하는 데 도움을 요청한다. 그들이 떠날 때, 클라크의 관 위 흙이 떠오른다.

## 배역

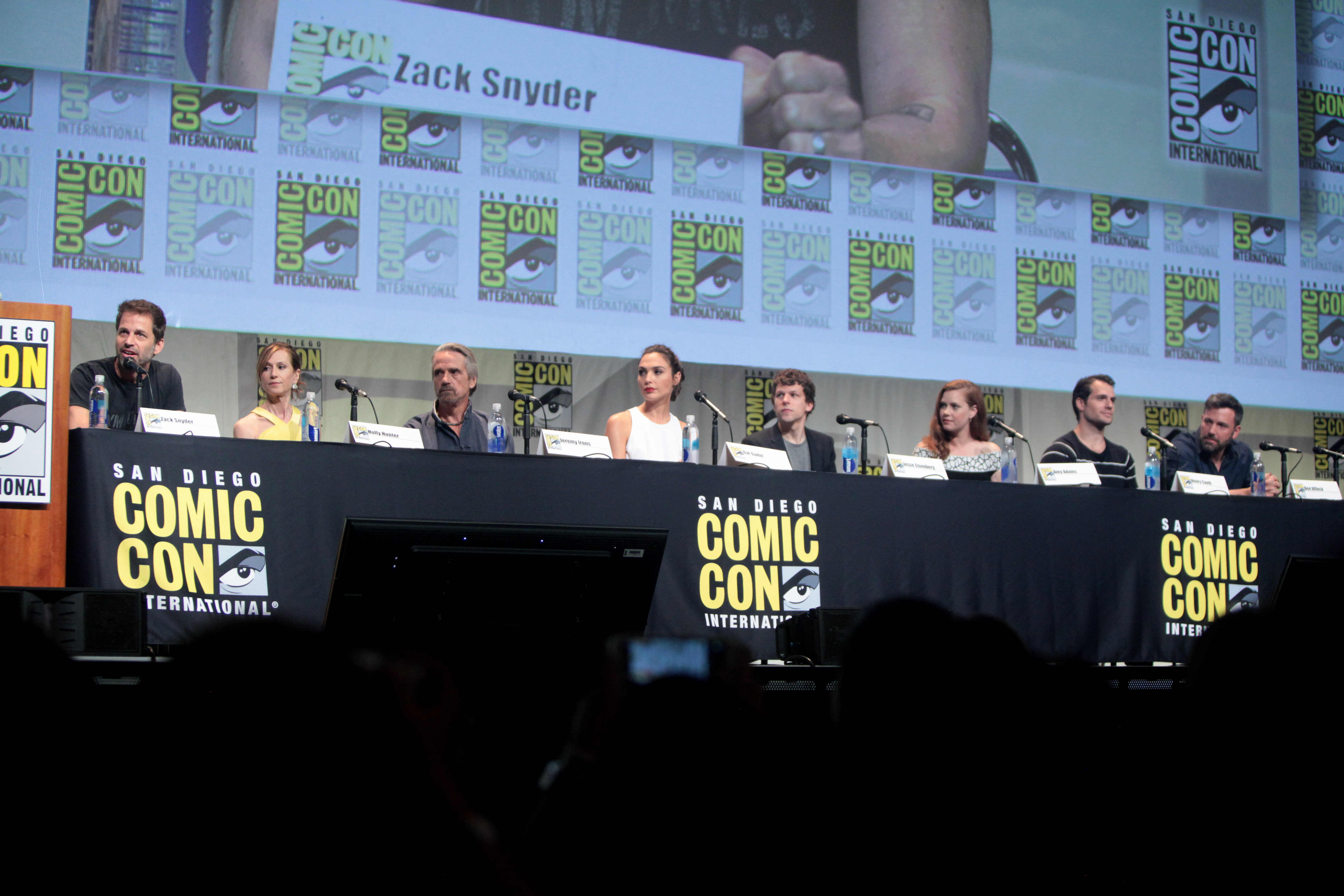
왼쪽부터: 2015년, 샌디에이고 코믹콘 인터내셔널에서 잭 스나이더(감독), 홀리 헌터, 제러미 아이언스, 갈 가도트, 제시 아이젠버그, 에이미 애덤스, 헨리 카빌과 벤 애플렉

- 헨리 카빌 - 칼 엘 / 클라크 켄트 / 슈퍼맨 역
- 벤 애플렉 - 브루스 웨인 / 배트맨 역 (브랜드 스핑크 - 어린 브루스 웨인)[14]
- 에이미 애덤스 - 로이스 레인 역[15]
- 제시 아이젠버그 - 렉스 루터 역[16]
- 다이앤 레인 - 마사 켄트 역
- 로런스 피시번 - 페리 화이트 역
- 제러미 아이언스 - 알프레드 페니워스 역
- 홀리 헌터 - 제인 핀치 역
- 갈 가도트 - 다이애나 프린스 / 원더우먼 역[17]
- 스쿳 맥네어리 - 월러스 키프 역
- 캘런 멀비 - 아나톨리 크냐제프 역
- 오카모토 타오 - 머시 그레이브즈 역
- 로빈 앳킨 다운스 - 둠스데이 역 (목소리)[18]

그외 출연진
- 제프리 딘 모건 - 토머스 웨인 역
- 로런 코핸 - 마사 웨인 역[19][20]
- 해리 레닉스 - 캘빈 스완윅 역
- 크리스티나 렌 - 캐리 패리스 역
- 마이클 섀넌 - 조드 장군 역[21]
- 칼라 구기노 - 켈러 역 (목소리)
- 케빈 코스트너 - 조너선 켄트 역[22]
- 패트릭 윌슨 - 미국의 대통령 역 (목소리)[23]
- 마이클 캐시디 - 지미 올슨 역
- 조 모턴 - 사일러스 스톤 역[24]
- 레이 피셔 - 빅터 스톤 / 사이보그 역[25][26][27][28][29]
- 제이슨 모모아 - 아쿠아맨 역
- 에즈라 밀러 - 플래시 / 배리 앨런 역
- 브룩 볼드윈, 데이나 배시, 앤더슨 쿠퍼, 닐 디그래스 타이슨, 낸시 그레이스, 솔대드 오브라이언, 찰리 로즈, 패트릭 레히는 카메오로 출연했다.[30][31][32]